# Бібліотека «Книголюб»
Бібліотека «Книголюб» Печерського району м. Києва.

## Адреса
01133 м.Київ вул. Генерала Алмазова, 14

## Опис
Площа приміщення бібліотеки — 442 м², книжковий фонд — 37,9 тис. примірників. Щорічно обслуговує 4,0 тис. користувачів, кількість відвідувань за рік — 24,0 тис., книговидач — 85 800 примірників

## Історія
Бібліотека заснована у 1959 році. Бібліотечне обслуговування: абонемент, читальний зал, МБА. Надаються бібліографічні довідки універсальної тематики, в тому числі по телефону.
23 листопада 2023 року Київська міська рада перейменувала бібліотеку імені Івана Кудрі на «Книголюб».